# Матей I Мелнишки
Матей (на гръцки: Ματθαίος, Матеос) е гръцки духовник, митрополит на Вселенската патриаршия.

## Биография
Матей в 1437 година е член на Светия синод в Цариград. Участва във византийската делегация на Фераро-флорентинския събор за подписване на уния в 1438 - 1439 година. Според едни източници е мелнишки митрополит от 1439 до 1474 година, а според други – до 1460 година.